# Антонова Олена Анатоліївна
Олена Анатоліївна Антонова (10 червня 1972, Нікополь) — українська легкоатлетка, що спеціалізується в метанні диска, призерка Олімпійських ігор.
Олена Антонова тренується в Нікополі, в спортивному товаристві Збройних сил України.
Олімпійську медаль вона виборола 18 серпня 2008 року на пекінській Олімпіаді в метанні диска.
Проте у зв'язку з дискваліфікацією кубинки Яреліс Барріос, яка була другою, 24 травня 2017 року Олені Антоновій було присуджено срібну медаль.

## Біографія
Народилась в м. Нікополь, Дніпропетровська область. Закінчила нікопольську СШ № 15.
Закінчила Дніпропетровський державний інститут фізичної культури і спорту.
Тренувалась на СК «Електрометалург» під керівництвом В. І. Воловика.
Мати (Людмила) та батько працювали на місцевому заводі НЗФ. На стадіон Олену привів старший брат, Андрій, який теж тренувався і був кандидатом в МС. Олена рік займалась на біговій доріжці, потім її забрав В. І. Воловик.

## Нагороди

### Державні нагороди
- Орден княгині Ольги III ст. (4 вересня 2008) — за досягнення високих спортивних результатів на XXIX літніх Олімпійських іграх в Пекіні (Китайська Народна Республіка), виявлені мужність, самовідданість та волю до перемоги, піднесення міжнародного авторитету України[3]
- «20 Перлин Нікополя» (20 серпня 2011 року) — на честь 20ї річниці Незалежності України нагороджена ювілейною пам'ятною відзнакою[4]

### Спортивні досягнення та нагороди
- 1991 — Чемпіонат світу серед юніорів, 3 місце;
- 1998 — Чемпіонат Європи, 11 місце;
- 1999 — Чемпіонат світу, 7 місце;
- 2000 — Олімпійські ігри в Сіднеї, 6 місце;
- 2002, 2003, 2004, 2005 — Чемпіонка України;
- 2003 — Чемпіонат світу, 4 місце;
- 2004 — Олімпійські ігри в Афінах, 4 місце;
- 2007 — Чемпіонат світу, 6 місце;
- 2008 — срібний призер Олімпійський ігор в Пекині (результат 62,59 м).

## Цікаві факти
- В олімпійському музеї селища Кам'янське зберігається піджак Олени, який вона привезла з Олімпіади в Пекіні[5]. Олена була почесним гостем відкриття музею (24.05.2011) в Кам'янській середній школі, яке відбулося перед фінальним етапом Всеукраїнського спортивно-масового заходу серед дітей та юнацтва «Олімпійське лелеченя».
- У 2012 році разом з Романом Щуренко в Нікополі зустрічала Олімпійський вогонь[6].